# UTC-9
Часово отместване UTC-9 се използва в:
- Френска Полинезия: Гамбие
- САЩ: Аляска, Алеутски острови (като лятно часово време)